# Station Marks Tey
Marks Tey is een spoorwegstation van National Rail in Marks Tey, Colchester in Engeland. Het station is eigendom van Network Rail en wordt beheerd door Greater Anglia. 

## Treinverbindingen
- 1x per uur (Stoptrein) London Liverpool Street - Shenfield - Chelmsford - Colchester - Ipswich
- 1x per uur (Stoptrein) London Liverpool Street - Shenfield - Chelmsford - Colchester Town (Maandag - zaterdag)
- 1x per uur (Sneltrein) London Liverpool Street - Shenfield - Chelmsford - Colchester - Clacton-on-Sea (zondag)
- 1x per uur (Stoptrein) Sudbury - Marks Tey